# 范玉草
范玉草大校（1922年—1965年）是越盟（後為越南人民軍）在越南共和國陸軍中的一個潛伏特工，後來成為越南共和國的一個重要省級領導。1962年，他被吳廷瑈派往充當戰略村的監工，故意強迫它按不能支持的速度發展，導致裝備不良和難以防禦的村莊，以及鄉下對吳廷琰政權的憤恨。鑒於北越「土地改革」失敗的影響，河內政府歡迎范玉草的政策，以逐漸削弱吳廷琰。
在第一次印度支那戰爭期間，范玉草是越盟的一名共產主義官員，協助監督對極南的湄公河三角洲的各種軍事行動，一度指揮過他未來的敵人阮慶，阮慶曾短暫地投身於共產主義事業。在法國撤退及越南分治後，范玉草留在了南方，表明放棄共產主義。他成為南方反共政權的軍事編制中的一員，並迅速得到晉升。他名義上是天主教徒，並成為吳廷琰的弟弟吳廷俶主教的朋友，虔誠信奉羅馬天主教的吳氏家族強烈支持信仰同一宗教的人，並且非常信任范玉草，並沒有注意到他依然忠於共產主義。他成為檳椥省的領導，這裡傳統上是共產主義的據點，范玉草在當地獲得名望，這裡突然變得和平並富裕。越南及美國官員，正如反對或擁護西貢的記者一樣，誤認為這是對范玉草能力很強的證明，隨後范玉草被提拔到一個更有權力的職位，在這裡他可以更深入地實施破壞行動。范玉草及當地的共產主義者們簡單地停止戰鬥，以便共產主義者們得以快速恢復，范玉草則似乎非常有能力，並得到一個更加重要的崗位，在那裡他可以做更多破壞。
貫穿整個陰謀，范玉草也幫助破壞南越政權的穩定，並最終使吳廷琰政府和阮慶政府倒臺。1963年吳廷琰政府開始瓦解時，范玉草是策劃政變的軍官之一。他的陰謀最終結合進了成功的陰謀，以及他推動內訌，內訌削弱了政府並使軍隊從鎮壓越共叛亂中轉移注意力。貫穿整個1964年和1965年，南越在吳廷琰被罷免後一直試圖建立一個穩定的國家，范玉草參與了數個陰謀和政變圖謀，使政府自實現自身進程中轉移注意力。1965年，他在推翻阮慶的政變失敗後躲藏起來，並被缺席判處死刑。雖然政變失敗，繼其之後的混亂迫使阮慶的軍政府倒臺。范玉草在被迫躲藏的同年死去，死因眾說紛紜。官方報告稱范玉草是在飛往西貢的直升機上因傷勢過重身亡，而多數人認為是被南越軍官謀殺，有的報告認為是天主教神父背叛了他，阮高祺在回憶錄裏面認為是被西貢警方拘禁，一周後在獄中被毆打致死。范玉草死後被南越軍方追認為烈士，追授少將軍銜。而在解放西貢及越戰結束之後，獲勝的共產黨政府宣稱范玉草是他們中的一員，也追認烈士頭銜，並向他的家屬發放撫卹金。1981年，范玉草的遺體被尋獲，並被遷葬到胡志明市的一處愛國者公墓。